# Catherine D'lish
Catherine D'lish est une stripteaseuse et une danseuse du burlesque américain. Elle remporte le titre Miss Exotic World, en 1992 et en 1994.